# Melomys rubicola
Melomys rubicola е вид бозайник от семейство Мишкови (Muridae). Видът е изчезнал.

## Разпространение
До 2015 г. е разпространен на остров Бръмбъл Кей, Австралия.  Обявен за изчезнал от правителството на Куинсланд и учени от Университета на Куинсланд през 2016 г.